# セーアン・ホーウン
セーアン・ホーウン・アンドレーアスン（デンマーク語: Søren Haagen Andreasen、1974年3月26日 - ）は、デンマークのハンドボール選手。
2004年まで選手としてドイツ、デンマークで活動したが、リューマチの悪化によりコーチ兼任となった後引退した。1994年から2000年にかけて、ハンドボールデンマーク代表として79試合に出場している。その後、3.ディヴィション（4部）のフォボーOHでプレーし、40歳となる2014年のシーズンにハンドボルド・リーガエンのGOGハンドボルで選手として復帰した。2015年にはモース＝テュー・ハンドボル、2016年にはリーベ＝エスビェアHHに在籍した。2017年は当初ラナスHHと契約していたが解除され、KIFコリング・コペンハーゲンに在籍した。
2018年、リーベ＝エスビェアHHと1年契約を結んだ。